# Espantaocells

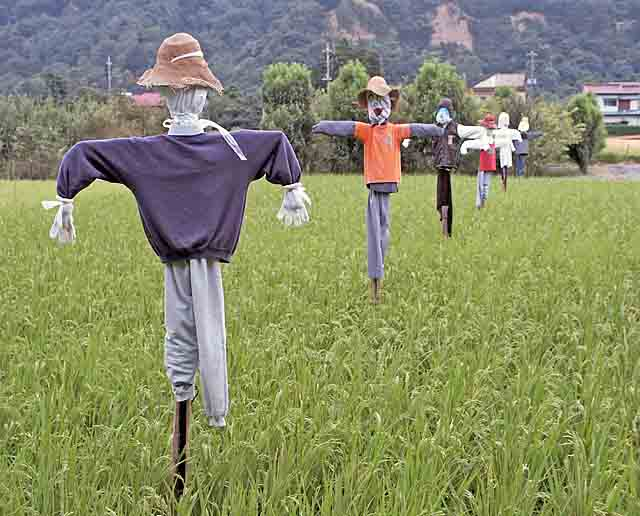
Espantalls en un camp d'arròs del Japó.

Un espantaocells, espantall, espantapardals o babarota és un ninot que simula una figura humana i que es fa servir per espantar tot tipus d'ocells que freqüenten els camps conreats. El més antic data del segle viii.
Els espantaocells han esdevingut una icona de la cultura popular, i apareixen per exemple a El màgic d'Oz, les aventures de Batman o el Malson abans de Nadal. Se celebren anualment festivals per presentar els espantaocells millor guarnits.